# John Edmond
John Edmond (ur. 18 listopada 1936 w Luanshya) – ludowy piosenkarz, który stał się popularny w latach siedemdziesiątych dwudziestego wieku dzięki swoim rodezyjskim pieśniom patriotycznym. Znany również pod pseudonimem Bush Cat. Szczyt popularności osiągnął podczas wojny rodezyjskiej. W młodości służył też jako żołnierz rodezyjskiej armii w Zairze, Niasie i Rodezji.